# Танцювальне мистецтво Болгарії
Танцювальне мистецтво Болгарії — найпоширеніший вид народної творчості. Танцювальний фольклор розрізняється за жанрами, організацією й регіональними особливостями виконання.

## Із історії танців
Найважливіші життєві події народу Болгарії знаходили відображення в танцях. Болгарія близько п'ятисот років знаходилася під навалою Османської імперії. Завойовники намагалися будь-яким чином знищити духовність болгарського народу. Вони зруйнували пам'ятки архітектури, але не знищили згуртованість людей. Тому домінуючою формою танцювального мистецтва Болгарії стали масові танці як символ єдності всіх народностей країни.
Майстерність танцю передавалася з покоління в покоління, і з часом форма його вдосконалювалася. Із 1907 року танці в Болгарії стали виконуватися на професійному рівні. У 1951 році відкрилося Державне хореографічне училище для мешканців Болгарії, які мали змогу навчатися на відділеннях болгарського народного та класичного танців.

## Групи танцювального фольклору
Танці Болгарії згруповані таким чином: хора, леси, індивідуальні й ансамблеві. При цьому вони розрізняються за певними ознаками:
- за складом виконавців: чоловічі, жіночі та мішані;
- за видом музичного супроводу: вокальний або інструментальний (гедулка, гусла, тамбура, кавал, гайда, свирка, цафара, двоянка, зурна, дюдюк, тепан, даул, тарам бука, дааре, акордеон, кларнет, контрабас та ін.);
- за складністю рухів: прості і складні;
- за тактовим розміром, метроритмічною будовою мелодики;
- за сезоном виконанням: весняні, літні, осінні та зимові;
- за добовим часом виконання: денні або вечірні;
- за святами та карнавальними іграми: кукери, сурвакари, джамалії та ін.;
- за звичаями та обрядами: коледуване, ладуване, Трифон Зарезан, лазаруване, буенец, Еньова буля, нестинарство, русаліїта ін.;
- за зовнішньою формою: водени (розімкнені) хората та лесите, які зазвичай мають форму півкола з початком і закінченням, та сключені (зімкнені) хората та лесите, які, зазвичай, мають форму кола.

## Особливості народних танців Болгарії
- виконувалися під акомпанемент двоголосного або хорового співів;
- відмічалась оригінальність ритмометричного малюнку;
- збігалися танцювальна й музична паузи;
- існували симетричні (2/2 й 4/4) і асиметричні розміри (5/8 та 7/8);
- складність композиції малюнку танцю;
- велика кількість танцювальних мелодій і неповторних ритмів;
- складні ритми, що збагачували пластику танцю.

## Масові танці
«Хоро» (хоровод) — це танці, у яких брала участь велика кількість людей. «Хоро» були тільки чоловічими, тільки жіночими або змішаними. Природним було крокування по колу, лініями, рухами в різні боки, назад чи вперед. Виконавці обов'язково трималися за руки, що опущені донизу або підняті вгору від ліктя, схрещені спереду або ззаду. Під час виконання танцю за плечі могли триматися тільки чоловіки, іноді — за пояси. Хоро рухається найчастіше вправо. Хороводні ланцюги танцюристи за бажанням закривали й відкривали, шикувалися спіраллю або колоною. Розімкнутий хоровод вів хороводець — один із найкращих танцюристів із хусткою в руці. У багатьох випадках танцюючий у хвості виконував рівноцінну роль із ведучим.
«Ручениці» — найпоширеніший імпровізований болгарський танок, Танцюристами були і чоловіки, і жінки. Одна пара або декілька пар. Обов'язковим атрибутом була хустина, що переходила з одних рук в інші. Таким чином, хлопець і дівчина начебто перетягували один в одного хустину. Кожна область виконувала танок на свій лад.

## Особливості народних танців у різних регіонах Болгарії
Родопи
У гірському районі Родопи формування танцювального стилю відбувалося під впливом релігії, тому що більшість населення даного регіону — мусульмани. Відповідно, чоловіки й жінки танцюють окремо. Стиль виконання важкий, із частими маленькими кроками й низькими переходами за допомогою всієї стопи. Під час виконання танцюристи тримаються за руки, які опущені донизу. Жіночі танці супроводжуються піснями.
Північ Болгарії
Танці цього регіону змішані, стиль виконання для чоловіків і жінок однаковий.
Особливості північних танців:
- розташування учасників лінійне;
- постійно вертикальне положення тулуба танцюриста;
- виконання танцювальних «па» навшпиньки, що дозволяє учасникам часто підіймати коліна й виконувати рух ногами швидко;
- учасники тримаються за руки, під час танцю синхронно нахиляються вперед, роблячи колові оберти.

Добруджа
Чоловіки й жінки цього регіону танцюють разом. Танцювальна поза мешканців Добруджи: пряма спина, ноги наскрізь, нахил уперед, зігнуті коліна (наскільки це можливо). Складається враження, що всі танцюристи атлетичного складу й невисокі на зріст. Історія, яку розповідає танок, цікава. Життя фермерів Добруджи було тяжким. Щоб вижити, вони постійно боролися з природою. Нахил уперед під час виконання танцю — це символ двобою людей із землею.